# Trigonoptila postexcisa
Trigonoptila postexcisa là một loài bướm đêm trong họ Geometridae.